# Jonathan Liebesman

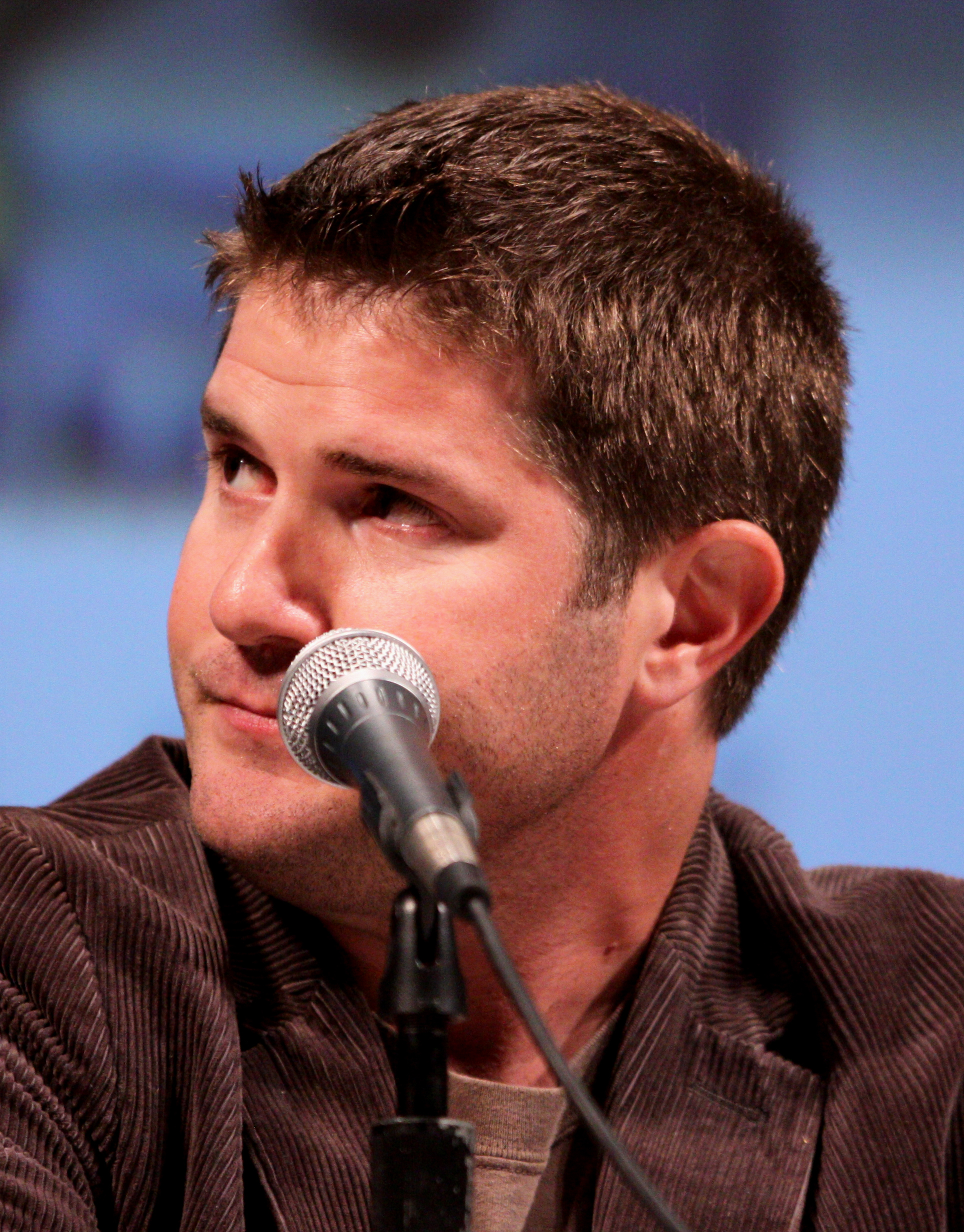
Jonathan Liebesman auf der Comic Con in San Diego 2010.

Jonathan Liebesman (* 15. September 1976, Johannesburg, Südafrika) ist ein südafrikanischer Regisseur.

## Werdegang
Liebesman studierte an der South African School of Film and Drama. 1996 überzeugte ihn sein Cousin, der an der Universität von New York studierte, sich an der Tisch School of the Arts einzuschreiben.
Sein erster Film, Genesis and Catastrophe, basiert auf Roald Dahls gleichnamiger Kurzgeschichte. Der nur achtminütige Film, für den er auch das Drehbuch selbst schrieb, brachte ihm die Aufmerksamkeit aus Hollywood, auf die er gehofft hatte. Er gewann Preise beim Hollywood Film Festival 2000 und beim Austin Film Festival.

## Filmografie (Auswahl)
- 2000: Genesis and Catastrophe (Kurzfilm, auch Drehbuch)
- 2003: Der Fluch von Darkness Falls (Darkness Falls)
- 2005: Ringe (Rings, Kurzfilm, auch Drehbuch)
- 2006: Texas Chainsaw Massacre: The Beginning (The Texas Chainsaw Massacre: The Beginning)
- 2009: Experiment Killing Room (The Killing Room)
- 2011: World Invasion: Battle Los Angeles (Battle: Los Angeles)
- 2012: Zorn der Titanen (Wrath of the Titans)
- 2014: Teenage Mutant Ninja Turtles
- 2016: The Shannara Chronicles (Fernsehserie, 2 Folgen)
- 2022: Halo (Fernsehserie, 4 Folgen)